# Reincidentes
Reincidentes est un groupe de rock et punk rock espagnol, originaire de Séville, en Andalousie. Les chansons du groupe critiquent la société contemporaine et traite de sujets très divers, du droit à l'avortement, de l'abus, du communisme, de l'anticapitalisme, au conflit arabo-israélien. Ils reprennent également des poèmes de Miguel Hernández, et des compositeurs tels que León Gieco, Silvio Rodríguez, Víctor Jara et Ali Primera. Selon son leader Fernando Madina : « On ne se considère pas comme des punks, ni comme des rockers (...) On fait juste du rock 'n' roll qui déteint sur l'actualité. »

## Biographie
Le germe de Reincidentes se trouve dans le groupe sévillan Incidente Local, qui connait un succès éphémère à travers la scène de sa ville entre 1985 et 1986. Plus tard, les membres s'impliquent activement dans les manifestations étudiantes de 1987, donnant un concert à l'Université de Séville, à cette époque occupée par les étudiants.
Par la suite, Reincidentes se consolide, et enregistre aux studios de Juanjo Pizarro. 
Leur première démo les aide à participer à un concours de rock organisé par le Conseil provincial de Séville en 1989, où ils deviennent finalistes. Depuis lors, Reincidentes grandit et développe sa personnalité, devenant l'un des groupes de rock les plus sociaux d'Andalousie et d'Espagne.
Reincidentes est un groupe qui ne lutte pas seulement contre le piratage de l'industrie musicale, mais il le définit comme « très bénéfique » pour les musiciens et les auteurs, car ils croient qu'avec cela, les groupes loin des circuits commerciaux, ils peuvent atteindre plus facilement la popularité,.

## Membres
- Manuel J. Pizarro Fernández - batterie
- Fernando Madina Pepper - basse, chant
- Juan M. Rodríguez Barea - guitare, chant
- Finito de Badajoz (Candy) - guitare, chant
- Carlos Domínguez Reinhardt - ingénieur-son

## Discographie
- 1989 : Reincidentes (Discos Trilita)
- 1991 : Ni un paso atrás (Discos Suicidas)
- 1992 : ¿Dónde está Judas? (Discos Suicidas)
- 1993 : Sol y rabia (Discos Suicidas)
- 1994 : Nunca es tarde... si la dicha es buena (Discos Suicidas)
- 1997 : Materia reservada (Discos Suicidas)
- 1997 : ¡Te lo dije! (BMG Ariola/RCA)
- 1998 : Algazara (BMG Ariola/RCA)
- 2000 : ¿Y ahora que? (BMG Ariola/RCA)
- 2001 : La otra orilla (Boa Music)
- 2002 : Cosas de este mundo (Locomotive Music)
- 2004 : Acústico (Locomotive Music)
- 2005 : El comercio del dolor (Locomotive Music)
- 2006 : Dementes (Locomotive Music)
- 2007 : América: canciones de ida y vuelta
- 2011 : Tiempos de ira (Maldito Records)
- 2013 : Aniversario
- 2015 : Awkan: Haciendo hablar al silencio
- 2017 : Vergüenza

### Compilation
- 1998 : Los auténticos (Discos Suicidas)
- 1999 : Añorando la 5ª columna (Discos Suicidas)
- 2001 : Tratando de sobrevivir (Discos Suicidas)